# Frederik Raben-Levetzau

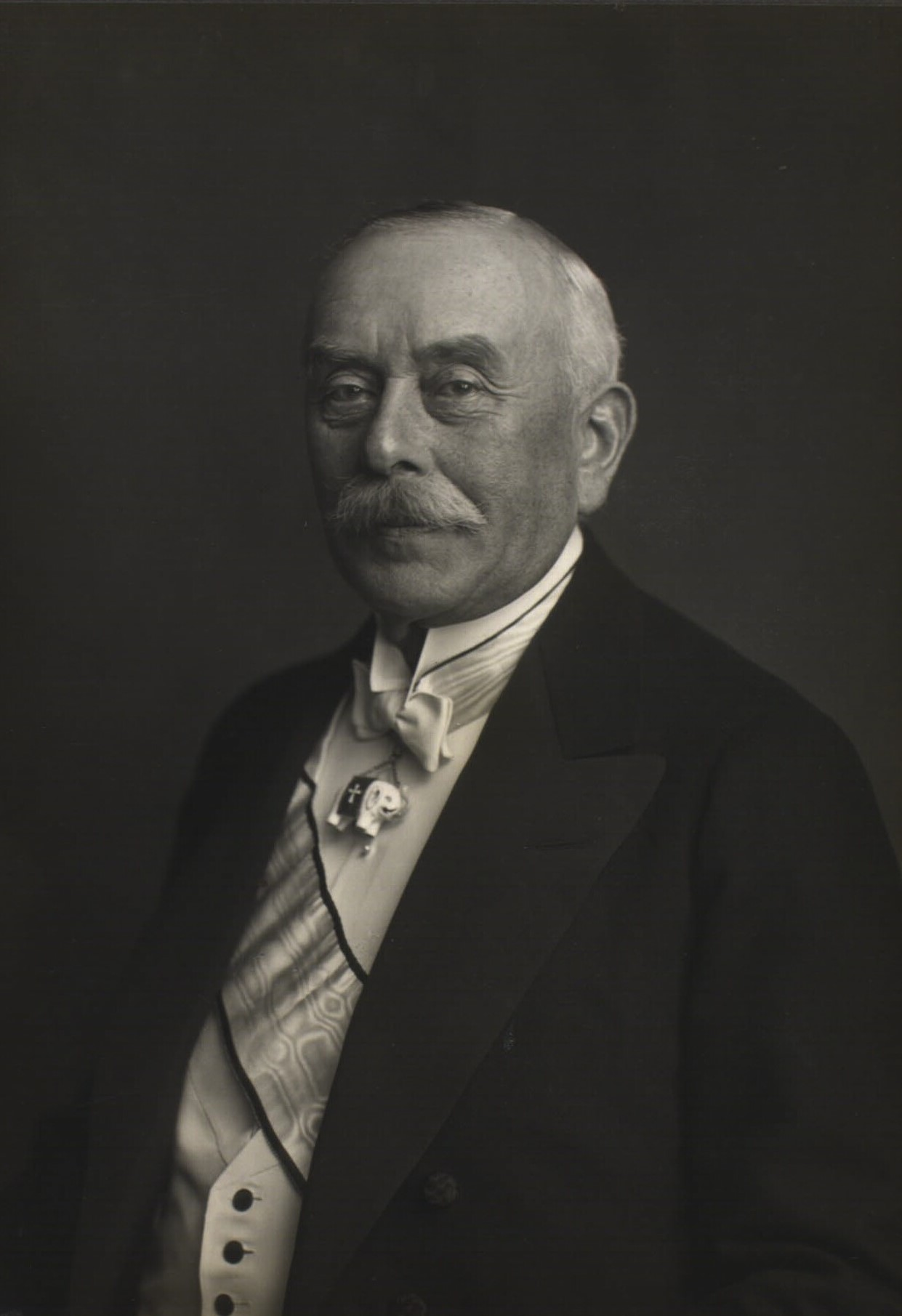
Frederik Raben-Levetzau

Lehnsgraf Frederik Christopher Otto Raben-Levetzau (* 27. Mai 1850 auf Lekkende; † 5. Mai 1933 auf Ålholm) war ein dänischer Diplomat und Außenminister.

## Leben
Raben-Levetzaus Vater war Josias Raben-Levetzau (1796–1889), seine Mutter war Siegfriede Victorine Raben-Levetzau, geborene Krogh (1823–1898).
1877 machte Raben-Levetzau seinen Abschluss als cand.pol und wurde Volontär im Außenministerium. Von 1877 bis 1878 war er Attaché in Paris und von 1879 bis 1881 in Wien. Raben-Levetzau heiratete am 8. April 1886 in Rom die US-Amerikanerin Lillie Suzanne Moulton (1864–1946).
1900 war er dänischer Generalkommissar für die dänische Beteiligung an der Weltausstellung in Paris. Mit der Bildung der Regierung Christensen am 14. Januar 1905 wurde Raben-Levetzau Außenminister, was er bis zum 12. Oktober 1908 blieb. Er wurde der Højre zugerechnet. 1905 wurde er Vizepräsident der Geografischen Gesellschaft und von 1914 bis 1927 deren Ehrenpräsident.
Raben-Levetzau war einer von Dänemarks größten Grundbesitzern. Mit dem Tode seines Vaters 1889 übernahm er die Grafschaft Christiansholm auf Lolland und die Güter Bremersvold bei Rødby sowie Beldringe und Lekkende in Südseeland.

## Auszeichnungen
Am Hofe wurde er 1878 Kammerjunker, 1882 Hofjägermeister und 1892 Kammerherr. 1897 wurde Raben-Levetzau 1897 zum Ritter des Dannebrogordens, 1900 zum Dannebrogmann, 1900 zum Kommandeur zweiter, 1903 zum Kommandeur erster Klasse ernannt. 1905 erhielt Raben-Levetzau das zugehörige Großkreuz, 1930 das Großkreuz mit Diamant.